# Rdzawoporek kruchy

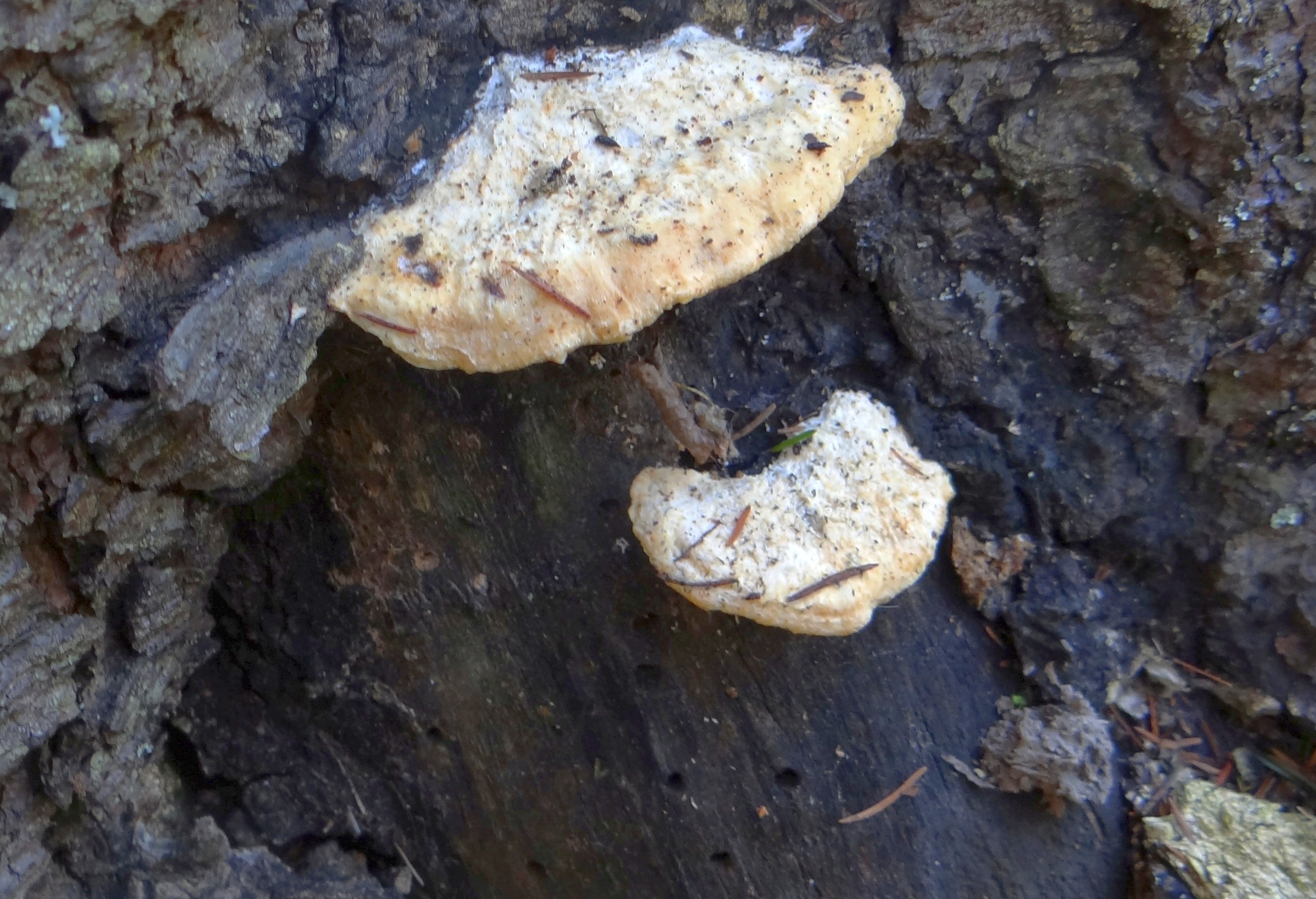

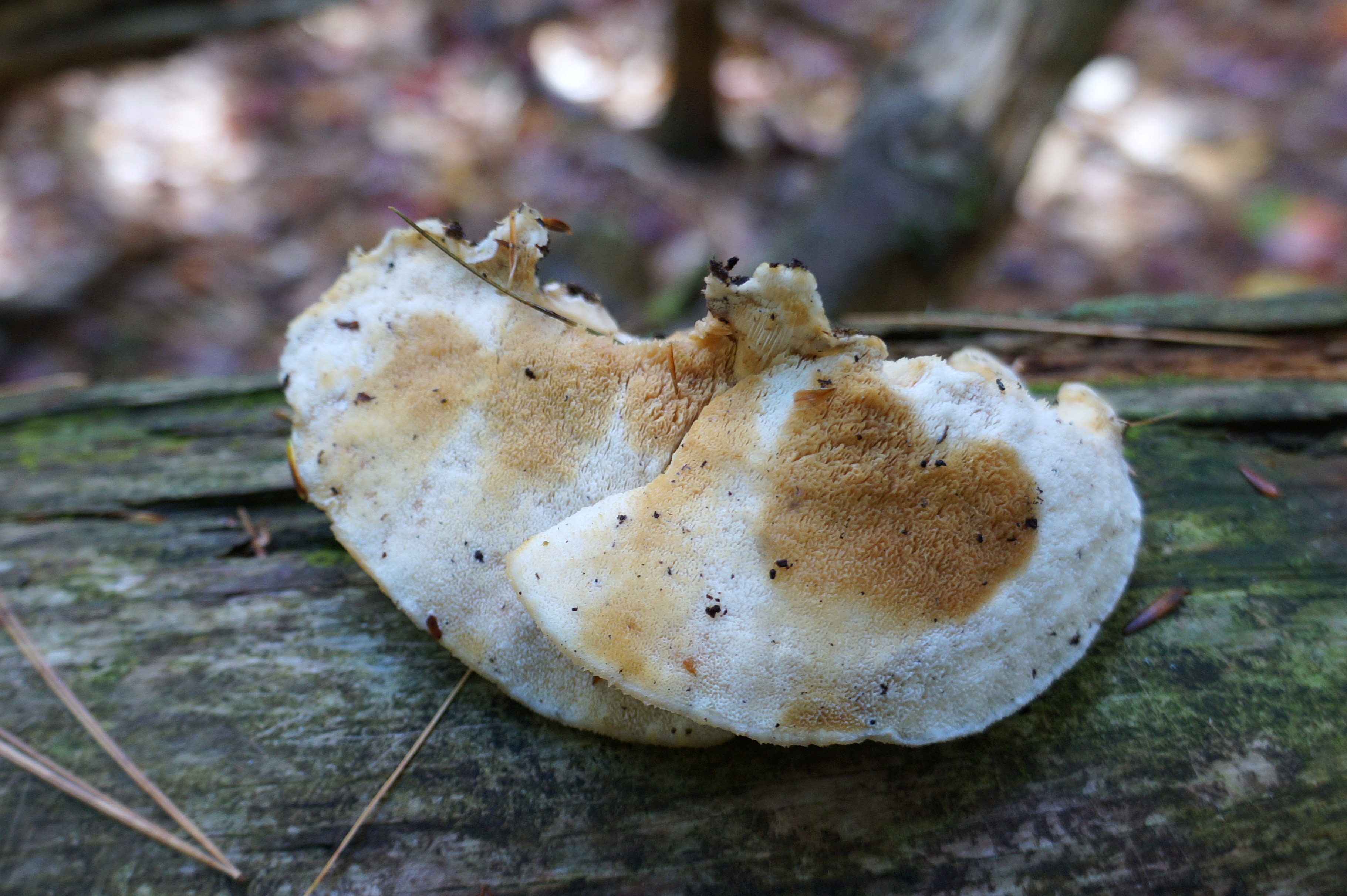

Rdzawoporek kruchy (Fuscopostia fragilis (Fr.) B.K. Cui, L.L. Shen & Y.C. Da) – gatunek grzybów z rzędu żagwiowców (Polyporales).

## Systematyka i nazewnictwo
Pozycja w klasyfikacji według Index Fungorum: Fuscopostia, Incertae sedis, Polyporales, Incertae sedis, Agaricomycetes, Agaricomycotina, Basidiomycota, Fungi.
Po raz pierwszy takson ten opisał w 1828 r. Elias Fries nadając mu nazwę Polyporus fragilis. Obecną, uznaną przez Index Fungorum nazwę, nadali mu B.K. Cui, L.L. Shen i Y.C. Da w 2019 r.
Ma 27 synonimów. Niektóre z nich:
- Oligoporus fragilis (Fr.) Gilb. & Ryvarden 1985
- Postia fragilis (Fr.) Jülich 1982
- Spongiporus fragilis (Fr.) A. David 1980
- Tyromyces fragilis (Fr.) Donk 1933[2].

Stanisław Domański w 1967 r. nadał mu polską nazwę białak kruchy (Oligoporus fragilis), Władysław Wojewoda w 2003 r. drobnoporek kruchy (Tyromyces fragilis). Obydwie te nazwy są niespójne z aktualną nazwą naukową. W 2021 r. Komisja ds. Polskiego Nazewnictwa Grzybów zarekomendowała nazwę rdzawoporek kruchy.

## Morfologia
Owocnik
Jednoroczny, siedzący lub rozpostarto-odgięty, tworzący pojedyncze, dwuczłonowe lub wydłużone kapelusze o wymiarach do 4 × 6 × 1 cm. Górna powierzchnia biaława do płowożółtej, przechodząca w czerwonawo-brązową po zgnieceniu lub wyschnięciu, owłosiona lub naga, strefowana, ale nie bruzdowana. Brzeg jednobarwny, pory białawe do płowożółtych, przechodzące w czerwonawo-brązowe po stłuczeniu lub wyschnięciu, okrągłe do kanciastych, 5-6 na mm, z wiekiem postrzępione. Kontekst biały, po wyschnięciu brązowawy, włóknisty, niestrefowany, do 1,5 cm grubości. Warstwa rurek ciemniejsza od kontekstu, o grubości do 4 mm.
Cechy mikroskopowe
System strzępkowy monomityczny. Strzępki kontekstu w KOH szkliste, cienko- lub grubościenne, czasami rozgałęzione, ze sprzążkami, o średnicy 3–7 µm;. Strzępki tramy szkliste, cienkościenne lub grubościenne, często rozgałęzione, ze sprzążkami, o średnicy 2,5–4 µm. Brak cystyd i innych sterylnych elementów hymenium. Podstawki maczugowate, 4-stergmowe, 13–20 × 4,5–5,5 µm, ze sprzążką bazalną. Bazydiospory cylindryczne, przeważnie zakrzywione, szkliste, gładkie, nieamyloidalne, 4–6 × 1–1,5 µm.

## Występowanie i siedlisko
Rdzawoporek kruchy występuje na całej półkuli północnej, a także na Nowej Zelandii. W Polsce w 2003 r. W. Wojewoda przytoczył 10 stanowisk z uwagą, że częstość występowania i stopień zagrożenia nie są znane. Aktualne stanowiska podaje internetowy atlas grzybów. Zaliczony w nim jest do gatunków rzadkich.
Nadrzewny grzyb saprotroficzny. Występuje w lasach na martwym drewnie drzew iglastych; na sosnach, świerkach, jodłach, jałowcach i modrzewiach, najczęściej na świerkach. Powoduje brunatną zgniliznę drewna.